# Jacqueline Aguilera Marcano
Jacqueline María Aguilera Marcano (sinh ra tại Valencia, bang Carabobo, Venezuela, ngày 17 tháng 11 năm 1976) là một người mẫu và là cựu Hoa hậu Thế giới 1995 người Venezuela. Aguilera đại diện cho bang Nueva Esparta tại cuộc thi Hoa hậu Venezuela 1995. Cô đạt vị trí Á hậu 1 và Alicia Machado là Hoa hậu Venezuela 1995 được cử đi thi Hoa hậu Hoàn vũ 1996.
Tại cuộc thi Hoa hậu Thế giới năm 1995 ở Nam Phi, cô đã giành vương miện Hoa hậu Thế giới. Ngoài ra cô còn là Hoa hậu Ảnh của cuộc thi năm đó. Jacqueline là Siêu mẫu Thế giới năm 1995, chiến thắng trong cuộc thi cùng tên diễn ra tại Miami, Florida, Hoa Kỳ năm 1995.
Hiện nay cô đang điều hành một công ty quản lý người mẫu tại Venezuela.

## Liên kết
- Trang web của cuộc thi Hoa hậu Venezuela
- Trang web của cuộc thi Hoa hậu Thế giới
- Trang web của cuộc thi Siêu mẫu Thế giới

| Tứ đại Hoa hậu (1995)        | Tứ đại Hoa hậu (1995)                | Tứ đại Hoa hậu (1995)            | Tứ đại Hoa hậu (1995)     |
| ---------------------------- | ------------------------------------ | -------------------------------- | ------------------------- |
| Hoa hậu Hoàn vũ Chelsi Smith | Hoa hậu Thế giới Jacqueline Aguilera | Hoa hậu Quốc tế Anna Lena Hansen | Hoa hậu Trái đất không có |